# Tommi Santala
Tommi Santala (* 27. Juni 1979 in Helsinki) ist ein ehemaliger finnischer Eishockeyspieler, der für die Atlanta Thrashers und die Vancouver Canucks in der National Hockey League aktiv war. Darüber hinaus spielte er unter anderem für Jokerit Helsinki, HPK Hämeenlinna und den Helsingfors IFK in der finnischen Liiga sowie bei den Kloten Flyers in der Schweizer National League.

## Karriere
Tommi Santala begann seine Karriere als Profispieler im Jahr 1998 bei Jokerit Helsinki, nachdem er dort die Nachwuchsabteilungen durchlaufen hatte. Im NHL Entry Draft 1999 wurde er von den Atlanta Thrashers in der neunten Runde an insgesamt 245. Stelle ausgewählt. Santala blieb jedoch in Finnland und wechselte während der Saison 1999/00 zum Ligarivalen HPK Hämeenlinna.
Nach drei guten und einem schlechten Jahr bei diesem Klub wagte er 2003 den Schritt nach Nordamerika. Er spielte 33 Spiele in der National Hockey League für die Atlanta Thrashers, in denen ihm ein Tor und zwei Assists gelangen. Die meiste Zeit verbrachte er jedoch in der American Hockey League bei den Chicago Wolves, so auch die Saison 2004/05. Zur Saison 2005/06 kehrte er zu Jokerit Helsinki zurück, da ihn die Thrashers dorthin ausliehen, damit er das letzte Jahr seines Vertrages nicht erneut in der AHL verbringen musste. Nach der Spielzeit transferierte Atlanta seine Rechte an die Vancouver Canucks, die ihn zurück nach Nordamerika holten. Aber er schaffte den endgültigen Durchbruch erneut nicht, da er wegen einer Knieverletzung lange ausfiel. Nach einer Saison mit den Canucks und deren Farmteam, den Manitoba Moose, kehrte er erneut zu Jokerit Helsinki zurück, da sein Vertrag ausgelaufen war. Er spielte seine bisher beste Saison mit 58 Scorerpunkten, woraufhin viele europäische Klubs Interesse an ihm zeigten. Schließlich unterzeichnete er einen Vertrag bei den Kloten Flyers aus der Schweizer National League A.
Er blieb bis Dezember 2016 in Kloten und erhielt dann die Freigabe, um in die Kontinentale Hockey-Liga zum HK Metallurg Magnitogorsk zu wechseln. Mit Metallurg erreichte er das Playoff-Finale der KHL und erzielte in 32 Partien 12 Scorerpunkte für den Klub. Im Juli 2017 kehrte Tommi Santala wieder zum EHC Kloten zurück und unterschrieb einen Einjahresvertrag. In den folgenden Monaten erzielte er 35 Scorerpunkte in 49 Saisonspielen für den EHCK, der am Saisonende in die zweite Spielklasse abstieg. Daher entschied sich Santala für eine Rückkehr nach Finnland und wurde vom Helsingfors IFK verpflichtet. Nach einer Saison beim HIFK beendete er 2019 seine Karriere.

### International
Santala nahm mit der finnischen Nationalmannschaft an den Eishockey-Weltmeisterschaften 2003 und 2006 teil. Dabei konnte er 2006 die Bronzemedaille erringen. Ein weiterer Erfolg war der erste Platz beim Karjala Cup des Jahres 2002. Zudem spielte er im Juniorenbereich bei der Junioren-Weltmeisterschaft 1999.

## Karrierestatistik

### International
Vertrat Finnland bei:
- U20-Junioren-Weltmeisterschaft 1999
- Weltmeisterschaft 2003
- Weltmeisterschaft 2006
- Weltmeisterschaft 2009
- Weltmeisterschaft 2010

(Legende zur Spielerstatistik: Sp oder GP = absolvierte Spiele; T oder G = erzielte Tore; V oder A = erzielte Assists; Pkt oder Pts = erzielte Scorerpunkte; SM oder PIM = erhaltene Strafminuten; +/− = Plus/Minus-Bilanz; PP = erzielte Überzahltore; SH = erzielte Unterzahltore; GW = erzielte Siegtore; 1 Play-downs/Relegation; Kursiv: Statistik nicht vollständig)